# ルイ・バシュリエ
ルイ・バシュリエ（Louis Jean-Baptiste Alphonse Bachelier、1870年3月11日 - 1946年4月28日）は、フランスの数学者。博士論文において、確率論を用いて株価変動を議論した。
オプション（株式買取選択権）価格の評価について、確率論の使用を論議した。彼の説は、金融学の研究において、高度の数学を使用する最初の論文である。 そのため、バシュリエは、財政の数学および確率過程の研究の先駆者と考えられている。